# 埃贝比因

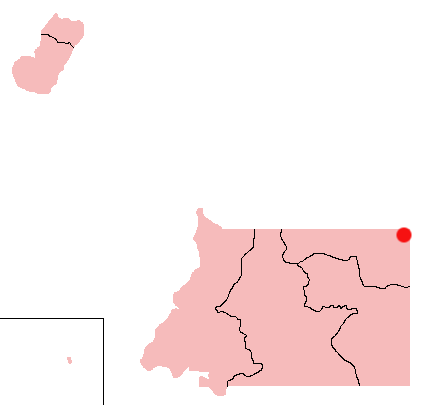
埃贝比因在赤道几内亚的位置

埃贝比因是赤道几内亚的一座城市，基埃恩特姆省首府，位于木尼河以东北，接壤加蓬和喀麦隆。埃贝比因是三条主要交通路线的终点，分别通往巴塔、雅温德和加蓬中部的主要城市。
2°09′N 11°19′E / 2.15°N 11.32°E